# La Chevauchée des morts-vivants
Série cycle des Templiers
Le Monde des morts-vivants
(1974)
Pour plus de détails, voir Fiche technique et Distribution.
La Chevauchée des morts-vivants (La noche de las gaviotas) est un film espagnol réalisé par Amando de Ossorio, sorti en 1975.
Quatrième et dernier volet de la "saga des Templiers".

## Synopsis
Le combat final contre les templiers mort vivant.

## Fiche technique
- Titre : La Chevauchée des morts-vivants ou Le Retour des templiers maudits
- Titre original : La noche de las gaviotas
- Titre international : Night of the Seagulls
- Réalisation : Amando de Ossorio
- Scénario : Amando de Ossorio
- Production : José Antonio Pérez Giner, Modesto Pérez Redondo et José Ángel Santos
- Musique : Antón García Abril
- Photographie : Francisco Sánchez
- Pays d'origine :  Espagne
- Format : Couleurs - Mono - 35 mm
- Genre : Horreur
- Durée : 89 minutes
- Dates de sortie : 1975
- Classification : interdit aux moins de 12 ans

## Distribution
- Victor Petit : Dr. Henry Stein
- María Kosty : Joan Stein
- Sandra Mozarowsky : Lucy
- José Antonio Calvo : Teddy
- Julia Saly : Tilda Flanagan
- Javier de Rivera : Docteur

## La saga
- 1971 : La Révolte des morts-vivants (La Noche del terror ciego)
- 1973 : Le Retour des morts-vivants (El Ataque de los muertos sin ojos)
- 1974 : Le Monde des morts-vivants (El Buque maldito)